# Nervák
Nervák je páté studiové album české skupiny J.A.R. Vydáno bylo v listopadu 2002 společností Sony Music a jeho producentem byl vůdce skupiny Roman Holý. Kromě členů kapely se na albu podíleli také další hudebníci, mezi něž patří například zpěvačka Tonya Graves. Svým hlasem přispěl také herec Jiří Bartoška.

## Seznam skladeb
1. Parisian – 3:48
2. Metamegamastítko – 3:52
3. Brutek modelář – 3:55
4. Karambolage – 4:50
5. Nuly – 3:30
6. Sem teče – 4:07
7. Náš klan – 6:14
8. Mato-passé – 3:20
9. Hi-Tech Vitamean – 2:50
10. Jsem pohodlný – 4:12
11. Nerváček – 3:20
12. Dál a hloub – 5:04
13. Idrísí – 5:51

## Obsazení
J.A.R.
- Roman Holý – zpěv, klávesy, kytara, baskytara, klavír, syntezátor, tamburína, elektrické piano
- Dan Bárta – zpěv
- Michael Viktořík – hlas
- Oto Klempíř – hlas
- Miroslav Chyška – kytara, baskytara
- Robert Balzar – baskytara
- Pavel Zbořil – bicí
- Filip Jelínek – pozoun, elektrické piano
- Radek Kašpar – altsaxofon
- František Kop – tenorsaxofon
- Tomáš Křemenák – barytonsaxofon, flétna

Ostatní
- Tonya Graves – hlas
- Jiří Bartoška – hlas
- Jakub Baierl – zpěv
- Jan Volný – zpěv
- Josef Nový – zpěv
- Tomáš Homolka – zpěv
- František Tomšíček – trubka
- Jaroslav Halíř – trubka
- Karel Untermüller – viola
- Vladimír Kroupa – viola
- Jiří Škoda – housle
- Martina Zuziaková – housle
- Tomáš Brummel – housle
- Veronika Valešová – housle
- David Havelík – violoncello
- Vít Petrášek – violoncello